# Paulding Bay
Paulding Bay – zatoka w Antarktydzie Wschodniej, na Banzare Coast na Ziemi Wilkesa, między Moscow University Ice Shelf a Lodowcem Szelfowym Wojejkowa.

## Nazwa
Nazwa nadana przez amerykański Advisory Committee on Antarctic Names (tłum. „Komitet doradczy ds. nazewnictwa Antarktyki”) upamiętnia Jamesa Kirke’a Pauldinga (1778–1860), Sekretarza Marynarki Wojennej Stanów Zjednoczonych za kadencji prezydenta Martina Van Burena w latach (1837–1841) . Paulding wcześniej odegrał kluczową rolę w przygotowaniach amerykańskiej wyprawy antarktycznej pod dowództwem Charles’a Wilkesa (1798–1877) w latach 1838–1842 .  

## Geografia
Zatoka w Antarktydzie Wschodniej, na Banzare Coast na Ziemi Wilkesa , między Dalton Iceberg Tongue na północy Moscow University Ice Shelf a Lodowcem Szelfowym Wojejkowa .  

## Historia
Zatoka została zmapowana w 1955 roku na podstawie zdjęć lotniczych wykonanych podczas amerykańskiej Operacji Highjump (1946–1947) . Obiekt został również sfotografowany przez radziecką ekspedycję antarktyczną w 1956 roku oraz przez wyprawy australijskie w 1961 i 1962 roku . 